# ASASSN-15lh
مستعر أعظم ASASSN-15lh  أو ASASSN-15lh والتسمية الرسمية SN 2015L
هو جرم فلكي ساطع كان يعتقد في البداية أنة مستعر فوق عظيم وإذا ثبت انة مستعر أعظم فسوف يكون أسطع مستعر يرصد حتى عام 2015  أكتشف بواسطة مجموعة تلسكوبات برنامج المسح الآلي لكل السماء بحثا عن المستعرات (ASAS-SN) في مرصد كرو تولولو الموجود في تشيلي في يونيو 2015 . يبعد المستعر الأعظم ASASSN-15lh عنا نحو 8و3 مليار سنة ضوئية؛ أي أنه يقع خارج مجرتنا، مجرة درب التبانة التي يصل قطرها نحو 200.000 سنة ضوئية. أثبتت شدة سطوع المستعر الأعظم هذا وبعده الكبير عنا قياسات أخرى قام بها مرصد جنوب أفريقيا الكبير وكذلك المرصد الفضائي سويفت. كما يقوم تلسكوب هابل الفضائي حاليا برصد بقايا المستعر الأعظم.

## وصفه
تقدر شدة سطوع ASASSN-15lh بنحو 570 مليار شمسٍٍ وتزيد شدته عن شدة المستعر الأعظم SN 2007bi صاحب الرقم القياسي بأكثر من الضعف، كما أنه أشد حرارة عن جميع ما شوهد من أنواع المستعرات العظمى المعروفة حتى الآن؛ فهو ينتمي إلى تصنيف المستعرات التي توصف بأنها مستعر فوق عظيم، والتي تطلق مقادير من الطاقة اثناء الانفجار شديدة جدا يحتار العلماء في تفسيرها. فالنظريات الحالية عن المستعرات العظمى لا تكفي لتفسير العمليات الفيزيائية التي تؤدي إلى انبعاث تلك الطاقة الهائلة والإشعاعات الفائقة.
إذاُ يجري عمل دائب لعلماء الفلك لتفسير العوامل الفيزيائية التي تنتج تلك الانفجارات الفائقة.

## ميكانيكية محتملة
الميكانيكية التي تؤدي إلى انفجار مثل انفجار المستعر الأعظم ASASSN-15lh التي يفطر فيها العلماء حاليا هي وجود كميات كبيرة من عنصر النيكل المشع (نيكل-56)، التي تعمل على زيادة شدة انفجار نجم مغناطيسي (ماغنيطار). وربما يساعد وجوده في مجرة ناشئة على تفسيره وإمكانية رصد هذا النوع من المستعرات العظمى الفائقة.. وقد لجأ التفكير في اعتبار أن هذا الانفجار هو انفجار نجم مغناطيسي مجرد افتراض لمحاولة تفسير البيانات ولكنه لا يكفي وحده.
فإذا كان موت نجم ضخم قد أدى على هذا الانفجار لكان في إمكان العلماء "رصد الوهيج المتعقب لانفجار نجم بحجم 30 شمس من النيكل المشع.، ولكن القياسات تبين ان المستعر الأعظم يتسم بقلة الهيدروجين فيه
, ، ولم تستطيع مشاهدات أخرى لمستعرات عظمى قليلة الهيدروجين على تفسير يستند على وجود النيكل-56 المشع.
من المخطط أن يقوم تلسكوب هابل الفضائي برصد المستعر الأعظم هذا في فبراير 2016، وقد يؤدي رصده إلى تفسير آخر. وقد يكون هذا الانفجار هو انفجار في نواة مجرة مع اعتبار أن شدة ضيائه الفائقة هذه قد حدثت تحت تأثير ثقب أسود عظيم، قد يكون موجودا في قلب مجرته.

## اقرأ أيضا
- مستعر أعظم
- مستعر أعظم SN 2007bi